# محمد الداهي
محمد الداهي لاعب كرة قدم سعودي محترف، يلعب في مركز الوسط الأيسر والظهير الأيسر.

## مسيرة اللاعب
لعب سابقاً لأندية التعاون والنهضة والخليج والوحدة ونادي الفيحاء و عاد إلى نادي النهضة و بعدها مع نادي الصفا ونادي الروضة.